# Porte de Montreuil (metropolitana di Parigi)
Porte de Montreuil è una stazione della linea 9 della metropolitana di Parigi.

## La stazione
La stazione venne aperta nel 1933, ed è una stazione con quattro binari passanti e un tetto a volta che è il più grande di tutte le stazioni della Metropolitana di Parigi. La stazione porta il nome di un'antica porta delle fortificazioni della città di Parigi e la via d'accesso collegava la capitale a Rosny.
La stazione è stata capolinea fino al 14 ottobre 1937, quando la linea è stata prolungata a  Mairie de Montreuil.

## Interconnessioni
- Bus RATP - 57, PC2, 215, 351, Traverse Charonne